# Roger Chartier
Pour les articles homonymes, voir Chartier.
Roger Chartier, né le 9 décembre 1945 à Lyon, est un historien français rattaché au courant historiographique de l’École des Annales. Il travaille sur l’histoire du livre, de l'édition et de la lecture. Ses travaux ont également porté sur l'historiographie et l'épistémologie en histoire.

## Biographie

### Formation
Il fait ses études secondaires au lycée Ampère de Lyon. Entre 1964 et 1969 il est élève à l’École normale supérieure de Saint-Cloud et en parallèle, il poursuit un cursus universitaire de licence et de maîtrise à la Sorbonne (1966-1967). En 1969, il est reçu premier à l'agrégation d'histoire.

### Carrière universitaire
Il enseigne comme professeur agrégé au lycée Louis-le-Grand de Paris entre 1969 et 1970. Cette même année, il devient assistant en Histoire moderne à l'université de Paris I puis, maître-assistant à l'École des hautes études en sciences sociales (EHESS). Il devient par la suite maître de conférences (1978-1983) puis directeur d’études à l'EHESS. En 2006, il est nommé professeur au Collège de France, titulaire de la chaire « Écrit et cultures dans l'Europe moderne ». Il a également animé l’émission Les Lundis de l'Histoire sur France Culture jusqu'à son arrêt en juin 2014, au cours de laquelle il s’entretenait avec des historiens auteurs d'ouvrages sur l’histoire moderne.

## Apport à l'histoire du livre et de la lecture
Les travaux de Roger Chartier sont décrits, par Dorothea Kraus, dans les termes suivants : « L’auteur, le texte, le livre et les lecteurs sont les quatre pôles entre lesquels se déploie le champ de travail de Roger Chartier sur une histoire du livre et de la lecture et qu’il cherche à relier dans le cadre d’une histoire culturelle du social. Le concept d’« appropriation » rend dans cette perspective non seulement possible de faire converger ces objets de recherche, mais aussi de les mettre en relation avec les pratiques de la lecture qui déterminent chaque appropriation et qui dépendent à leur tour des compétences de lecture d’une communauté de lecteurs, des stratégies de l’auteur, de la forme du texte. »
Roger Chartier s'intéresse aussi à l'épistémologie en histoire. De fait il est l'auteur de nombreuses contributions sur les pratiques des historiens et a contribué au développement de l'histoire culturelle en France. Il considère qu'une des fonctions d'un historien est d'être un passeur d'historiographies étrangères.

## Publications
- L’Éducation en France du XVIe au XVIIIe siècle (avec Marie-Madeleine Compère et Dominique Julia), Société d’édition d’enseignement supérieur, Paris, 1976, 304 p.  (ISBN 2-7181-5201-X).
- Histoire de l’édition française (direction avec Henri-Jean Martin), 4 volumes (1983–1986), 2e édition, Paris, Fayard et Cercle de la librairie, 1989–1991.
- Lectures et lecteurs dans la France d'Ancien Régime, Paris, Éditions du Seuil, coll. « L'Univers historique », 1987, 369 p. (ISBN 2-02-009444-4, présentation en ligne), [présentation en ligne].
- Les usages de l'imprimé - XVe – XIXe siècles (direction), Paris, Fayard, coll. « Les Nouvelles Études historiques », 1987, 462 p.
- Les origines culturelles de la Révolution française (1990), réédition avec une postface inédite de l’auteur, Paris, Éditions du Seuil,  coll. « Points / Histoire » (ISSN 0768-0457) 268 p, 2000, 304 p. (ISBN 2-02-039817-6), présentation en ligne.
- La correspondance : les usages de la lettre au XIXe siècle (direction), Paris, Fayard, coll. « Les Nouvelles Études historiques »  (ISSN 0292-4250), 1991, 462 p.  (ISBN 2-213-02454-5).
- L'ordre des livres ; lecteurs, auteurs, bibliothèques en Europe entre XIVe et XVIIIe siècle, Aix-en-Provence, Alinéa, coll. « De la pensée / Domaine historique », 1992, 126 p.  (ISBN 2-7401-0024-8).
- Pratiques de la lecture (direction), Paris, Payot, coll. « Petite Bibliothèque Payot » 167 p., 1993, 309 p.  (ISBN 2-228-88723-4).
- Culture écrite et Société : l'ordre des livres (XIVe – XVIIIe siècle), Paris, Albin Michel, 1996, 256 p.
- Le livre en révolutions, entretiens avec Jean Lebrun, Paris, Textuel, 1997, 159 p.  (ISBN 2-909317-34-X).
- Histoire de la lecture dans le monde occidental (direction avec Guglielmo Cavallo, 1997), réédition, Paris, Éditions du Seuil, coll. « Points / Histoire »  (ISSN 0768-0457) 297 p, 2001, 587 p.  (ISBN 2-02-048700-4).
- Au bord de la falaise : l'histoire entre certitudes et inquiétude, Paris, Albin Michel, coll. « Bibliothèque Albin Michel de l'histoire »  (ISSN 1158-6443), 1998, 292 p.  (ISBN 2-226-09547-0).
- Histoire de la lecture : un bilan des recherches, Institut mémoires de l'édition contemporaine, coll. « In Octavo », 2004, 320 p.
- Inscrire et effacer : culture écrite et littérature (XIe – XVIIIe siècle), Paris, Éditions du Seuil, coll. « Hautes études », 2005, 209 p.  (ISBN 978-2-0214-0175-2).
- Écouter les morts avec les yeux (leçon inaugurale au Collège de France), Paris, Éditions Collège de France, 2008, 70 p.  (ISBN 978-2-213-63502-6).
- Le sociologue et l’historien, avec Pierre Bourdieu,  Marseille, Agone/Raisons d’agir, coll. « Banc d'essais », 2010, 112 p. (ISBN 978-2-7489-0118-4).
- Cardenio entre Cervantes et Shakespeare. Histoire d'une pièce perdue, Paris, Éditions Gallimard, coll. « NRF - Essais », 2011, 375 p. (ISBN 978-2-07-012387-2).
- Éditer et Traduire : mobilité et matérialité des textes (XVIe – XVIIIe siècle), Paris, Éditions Seuil, coll. « Hautes études », 2021, 298 p.  (ISBN 978-2-02-147389-6).
- Cartes et fictions (XVIe – XVIIIe siècle), Paris, Éditions Collège de France, 2022, 110 p.  (ISBN 978-2-7226-0585-5).

## Distinctions académiques et honorifiques
- Lauréat pour 1990 de l'Annual Award de l'American Printing History Association
- Grand prix Gobert de l'Académie française pour 1992
- Corresponding Fellow de la British Academy[5]
- Docteur honoris causa, université Charles III (Madrid)
- Docteur honoris causa, université Laval (Québec)
- Docteur honoris causa, université de Neuchâtel (Suisse)

## Décoration
- Chevalier de la Légion d'honneur